# Icon of the Seas
L’Icon of the Seas est un navire de croisière de la compagnie Royal Caribbean Cruise Line, construit par les chantiers Meyer Turku en Finlande entre 2021 et 2023. Il est entré en service en janvier 2024.
Inaugurant la nouvelle classe Icon, le paquebot est à sa livraison le plus grand jamais construit, surpassant les navires de la classe Oasis. 

## Histoire

### Construction et livraison
La première tôle est découpée le 14 juin 2021 en présence de l'armateur. Le premier bloc préfabriqué est posé le 5 avril 2022.
La livraison du navire, initialement prévue en 2023, est repoussée pour 2024 à la demande de l'armateur, dans le contexte de la pandémie de Covid-19.
Présenté officiellement par la compagnie en octobre 2022, il est confirmé comme futur plus grand paquebot au monde, avec une capacité maximale de 7 600 passagers.
Sa construction achevée, il effectue ses premiers tests en mer en juin 2023.
Deux autres paquebots de la classe Icon ont été commandés, pour une livraison en 2024 et 2025,,.
Le 27 novembre 2023, le navire a été officiellement livré à Royal Caribbean, deux mois seulement avant les débuts officiels depuis Miami le 27 janvier 2024.

### Croisière inaugurale
Le paquebot a été inauguré par Lionel Messi.
Les premiers voyageurs ont pris place le 27 janvier 2024. Le navire est parti de Miami pour naviguer dans les Caraïbes,. Son lancement donne lieu à une controverse écologique.
Pour son voyage inaugural, il naviguera dans les Caraïbes. Il se rendra à Basseterre, capitale de l’État de Saint-Christophe-et-Niévès, puis mettra le cap sur Charlotte-Amélie, dans les Îles Vierges américaines, puis sur l’île privée de CocoCay dans les Bahamas, avant de retourner à Miami.

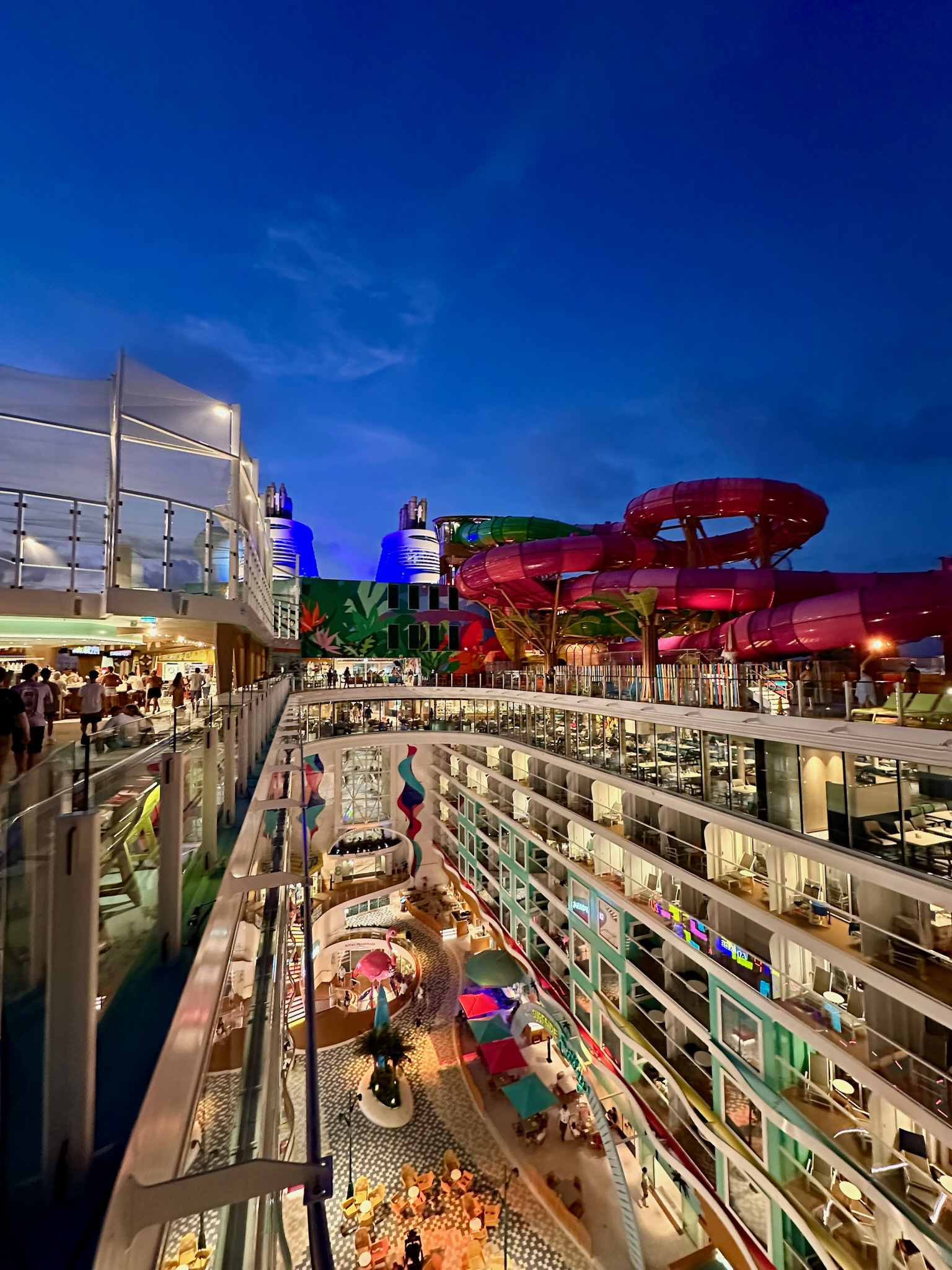
Vue intérieur sur le surfside.

## Caractéristiques
Le paquebot est présenté comme le pôle de loisir le plus vaste jamais créé, avec notamment le plus grand parc aquatique en mer et l'offre aquatique la plus développée pour un paquebot de croisière.

### Caractéristiques techniques
À sa sortie à l'été 2023, il s'agit du plus grand paquebot du monde, faisant 96 mètres de plus que le Titanic. Sa jauge brute est de 250 800. Il mesure 365 mètres de long et peut accueillir 10 000 personnes,,.
Comme l’Utopia of the Seas, il est propulsé au gaz naturel liquéfié (GNL).

### Services et loisirs
Il compte 7 piscines et une patinoire. Il compte également 40 restaurants ainsi que 9 jacuzzis et une cascade de 17 mètres de haut.
Le navire dispose de nombreuses installations sportives, dont un centre de remise en forme, une piste de jogging, des terrains de basketball et de football, un parcours de minigolf, du pickleball et de l’escalade. Il offre aussi une attraction nommée le Crown’s Edge, l’attraction consiste à vous projeter au-dessus de la mer en étant dans un harnais.

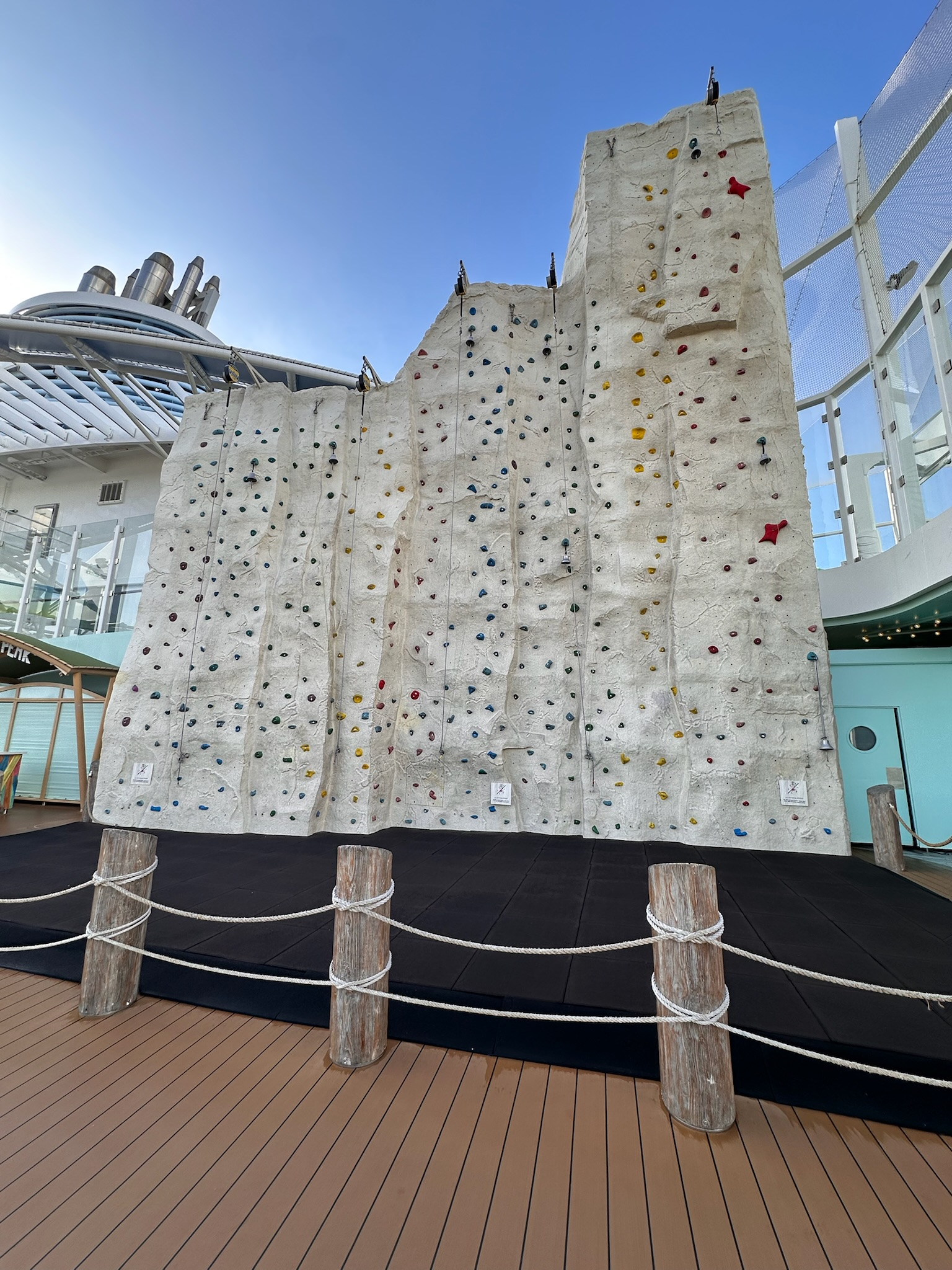
Adrenaline Peak (mur d'escalade).
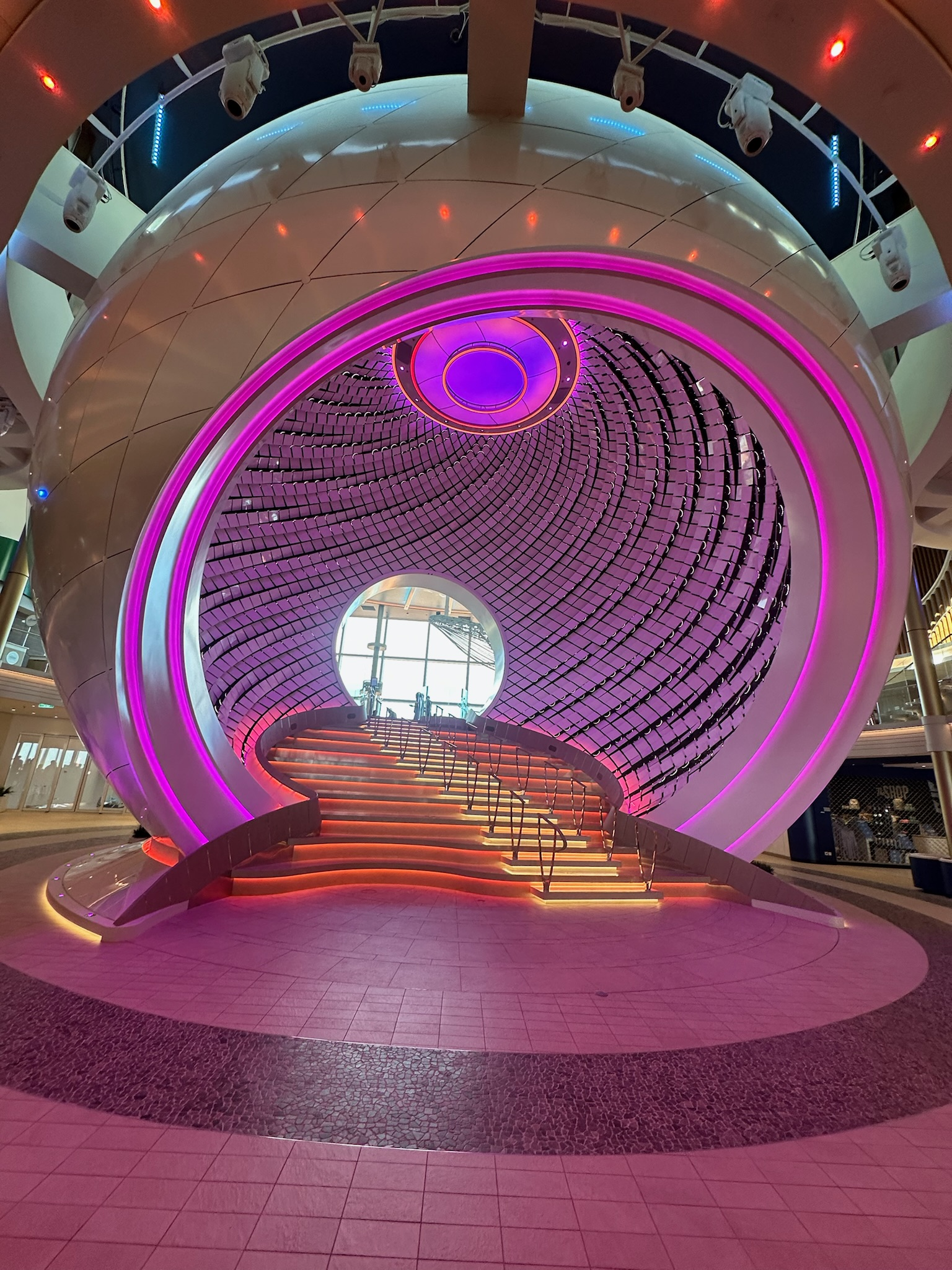
Accès par l'espace d'accueil The Pearl.

### Architecture
La réalisation du navire résulte d'une collaboration entre Royal Caribbean et Skylab Architecture. 

## Environnement
Malgré son attrait pour le statut social et le divertissement, ce navire ne contribue pas à un changement réel vers une économie plus durable.